# Broméline
 (janvier 2013).
Si vous disposez d'ouvrages ou d'articles de référence ou si vous connaissez des sites web de qualité traitant du thème abordé ici, merci de compléter l'article en donnant les références utiles à sa vérifiabilité et en les liant à la section « Notes et références ».
La broméline, ou bromélaïne, est une protéase à cystéine extraite des tiges et racines fraîches de l'ananas. Le nom donné à cette enzyme vient de la famille des broméliacée dont est issu l'ananas.
La broméline est utilisée dans l'industrie alimentaire, dans l'industrie textile, en cosmétologie et est à la base de certaines préparations pharmaceutiques.
Elle est également utilisée en immuno-hématologie dans les techniques de recherches d'anticorps irréguliers.

## Utilisation

### Médecine
La broméline entre dans la composition d'un médicament commercialisé en France sous le nom d'Extranase. Ce médicament non remboursé est prescrit pour lutter contre l'œdème et les inflammations post-opératoires.
Les personnes qui travaillent dans les plantations ou conserveries d'ananas sont obligées de porter des gants afin d'éviter que leurs mains ne soient irritées par cette enzyme. En effet, un contact répété avec la sève  d'ananas qui est riche en broméline peut avoir pour effet d’effacer les empreintes digitales.
Après examen des données scientifiques à leur disposition en 2012, l'autorité européenne de sécurité des aliments et la commission européenne ont déclaré caduques certaines allégations relatives à la consommation de la broméline en compléments alimentaires. Elles affirment que ces derniers ne peuvent aucunement prétendre :
- contribuer à la perte de poids ou au maintien d'un poids optimal ;
- réduire la sensation de jambe lourde ou améliorer la circulation sanguine des petits vaisseaux ;
- lutter contre la cellulite ;
- améliorer ou soulager les digestions difficiles ;
- contribuer à l'efficacité du système immunitaire.

En effet en 2003, lors de l'évaluation d'un complément alimentaire à base de tige d’ananas ventant les bienfaits de la broméline, l'Agence française de sécurité sanitaire des aliments (AFSSA) allait également en ces termes : 
- « les allégations relatives à la bromélaïne du type « la bromélaïne favorise [chez l'Homme] la digestion des protéines » ne sont pas scientifiquement justifiées » ;
- « le pétitionnaire n’apporte aucune preuve de l’action des fibres [de tige d’ananas] sur l’absorption des sucres ainsi que sur la synthèse du cholestérol et qu’en conséquence, l’allégation « les fibres agissent de façon bénéfique sur le transit intestinal, ralentissent l’absorption des sucres et diminuent la synthèse du cholestérol » ne peut être acceptée. »

Dans la même évaluation l'AFSSA rappelle par ailleurs que « à l’exclusion des rares risques d’allergie à la bromélaïne, cet enzyme ne présente pas de risque sanitaire. Il n’y a alors pas lieu de définir de teneurs maximales en bromélaïne. »

### Cuisine
Pour ses capacités à digérer des protéines (démontrées dans un contexte industriel) la broméline est utilisée afin d'attendrir la viande. Elle est parfois commercialisée sous forme de poudres à dissoudre dans des marinades.